# Marie Le Net
Marie Le Net (Pontivy, 25 gennaio 2000) è una pistard e ciclista su strada francese che corre per il team FDJ-Suez. A livello Elite ha vinto tre medaglie ai Mondiali su pista, due d'argento nell'americana (2020, 2021) e una di bronzo nell'inseguimento a squadre (2023).

## Palmarès

### Pista
- 2017 (Juniores)

Le Mans, Corsa a punti Juniores
Campionati francesi, Inseguimento a squadre Elite (con Coralie Demay, Maryanne Hinault, Typhaine Laurance e Lucie Jounier)
- 2018 (Juniores)

Campionati del mondo, Americana Junior (con Victoire Berteau)
- 2019

Tre giorni di Aigle, Americana (con Clara Copponi)
- 2020

Tre giorni di Aigle, Corsa a punti
- 2021

Sei giorni delle Rose (con Clara Copponi)
- 2022

Trofeu Artur Lopes, Corsa a punti
- 2023

2ª prova Coppa delle Nazioni, Inseguimento a squadre (Il Cairo, con Victoire Berteau, Marion Borras, Clara Copponi e Valentine Fortin)
- 2025

Campionati francesi, Inseguimento a squadre Elite (con Clémence Chereau, Léonie Mahieu, Ilona Rouat e Aurore Pernollet)
Campionati francesi, Omnium

### Strada
- 2017 (Juniores)

Campionati francesi, Prova a cronometro Junior
Chrono des Nations - Les Herbiers Vendée, Junior
- 2022 (FDJ Suez Futuroscope, una vittoria)

La Picto-Charentaise
- 2025 (FDJ - SUEZ, una vittoria)

Campionati francesi, Prova in linea

## Piazzamenti

### Grandi Giri
- Giro d'Italia

2023: 44ª
- Tour de France

2022: 43ª
2025: 58ª
- Vuelta a España

2023: 71ª
2025: 79ª

### Classiche monumento
- Milano-Sanremo

2025: 73ª
- Giro delle Fiandre

2022: 79ª
- Parigi-Roubaix

2021: 38ª
2022: 28ª
2023: 41ª
2024: 9ª
2025: 37ª

### Competizioni mondiali
- Campionati del mondo su pista

Montichiari 2017 - Inseguimento a squadre Junior: 3ª
Montichiari 2017 - Inseguimento individuale Junior: 9ª
Montichiari 2017 - Americana Junior: 3ª
Apeldoorn 2018 - Inseguimento a squadre: 7ª
Apeldoorn 2018 - Inseguimento individuale: 20ª
Aigle 2018 - Inseguimento individuale Junior: 4ª
Aigle 2018 - Americana Junior: vincitrice
Pruszków 2019 - Inseguimento individuale: 14ª
Berlino 2020 - Inseguimento a squadre: 9ª
Berlino 2020 - Americana: 2ª
Roubaix 2021 - Americana: 2ª
Glasgow 2023 - Inseguimento a squadre: 3ª
Glasgow 2023 - Corsa a punti: 17ª
- Campionati del mondo su strada

Bergen 2017 - Cronometro Junior: 11ª
Bergen 2017 - In linea Junior: 19ª
Innsbruck 2018 - Cronometro Junior: 8ª
Innsbruck 2018 - In linea Junior: 2ª
Wollongong 2022 - Cronometro Elite: 20ª
Wollongong 2022 - In linea Elite: 53ª
Wollongong 2022 - In linea Under-23: 13ª
- Giochi olimpici

Tokyo 2020 - Inseguimento a squadre: 7ª
Tokyo 2020 - Americana: 5ª
Parigi 2024 - Inseguimento a squadre: 5ª

### Competizioni continentali
- Campionati europei su pista

Gand 2019 - Inseguimento a squadre Under-23: 2ª
Gand 2019 - Americana Under-23: 4ª
Apeldoorn 2019 - Inseguimento a squadre: 4ª
Apeldoorn 2019 - Americana: 5ª
Grenchen 2023 - Inseguimento a squadre: 4ª
Grenchen 2023 - Corsa a punti: 3ª
- Campionati europei su strada

Brno 2018 - Cronometro Junior: 4ª
Brno 2018 - In linea Junior: 4ª
Plouay 2020 - In linea Under-23: 28ª
Trento 2021 - Cronometro Under-23: 6ª
Trento 2021 - In linea Under-23: 19ª
Anadia 2022 - Cronometro Under-23: 3ª
Anadia 2022 - In linea Under-23: 8ª
Drenthe 2023 - In linea Elite: 27ª
Limburgo 2024 - In linea Elite: 59ª